# Hadeland Glassverk

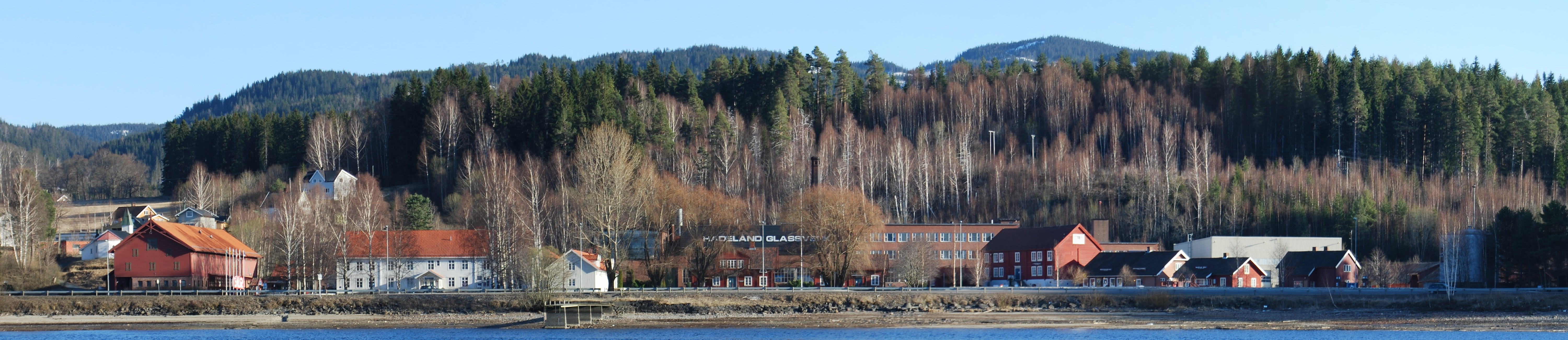
Hadeland Glassverk

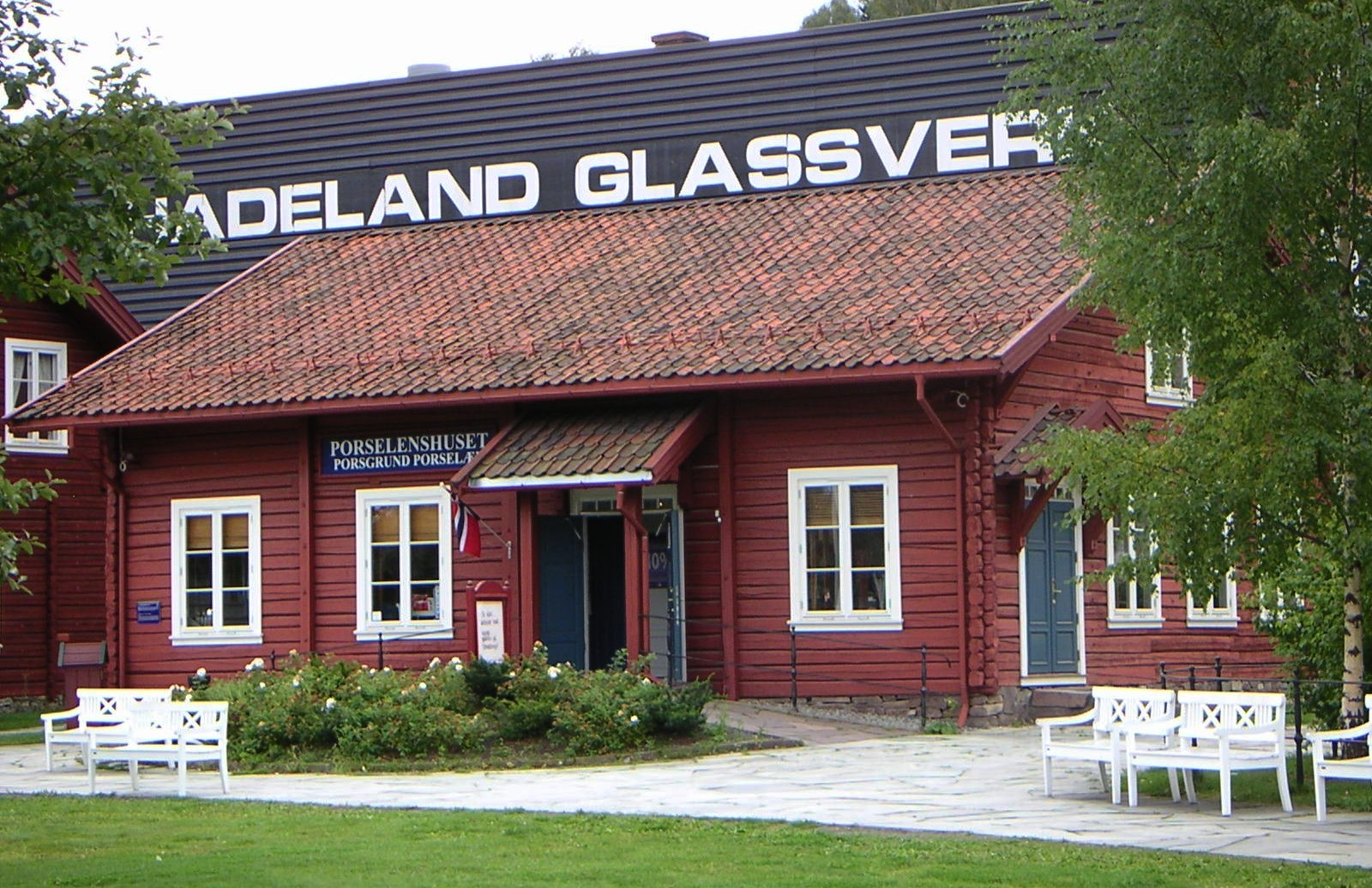
winkel Hadeland Glassverk

Hadeland Glassverk is een glasblazerij, museum, winkel en oude Noorse onderneming van glas in Jevnaker in de provincie Akershus, circa 40 km ten noorden van Oslo bij het meer de Randsfjord.
De productie begon in 1765 met vooral vakmensen uit Duitsland. Aanvankelijk bestond de productie hoofdzakelijk uit flessen, apothekerspotten, geneeskundeflessen en glazen objecten voor het huishouden. In 1852  veranderde Ole Chr. Berg van bedrijfsvoering tot onder andere kleinere kristallen voorwerpen, wijnglazen, kommen, schalen en vazen. In de jaren 1920 begon het met het ontwikkelen van haar eigen modellen.
Anno 2008 zijn er ook tentoonstellingen met glas. In 2004 waren er circa 447.000 bezoekers.